# Bakay Lajos (színművész)
Bakay Lajos (Kéthely, 1920. május 20. – Budapest, 1999. december 22.) magyar színész.

## Életpályája
Szülei Bakai János gépész és Fekete Erzsébet. 1941-ben végzett az Országos Színészegyesület színészképző iskolájában, a Madách Színházba kapott rögtön szerződést. 1942-től Nagyváradon, 1944-ben Kassán, 1945-ben Győrött, 1946–1948 között a Medgyaszay Színházban játszott. 1948-tól haláláig ismét a Madách Színház tagja volt. Főként epizódszerepeket alakított.

### Magánélete
1949–1956 között Dajka Margittal élt együtt, házasságkötésük hivatalos dokumentuma azonban nem maradt fenn.

## Színpadi szerepei
A Színházi Adattárban regisztrált bemutatóinak száma: 83.
| - Halász Rudolf: Csak nővel ne!... Lipták sí-tanár - Mirande–Quinson: A családban marad... Keresztapa - Létraz: Ígéret hölgye... Pierre Arvel - Stroe–Vasilache: Tenyeremen hordom... Gereben István - Frank: Kezdhetjük elölről... Főorvos - Vaszary–Szécsén Mihály: Bubus... Jóbarát - Manoir–Verhylle: Váltott lovaggal... de Falindor lovag - Mars–Desvallières: Ártatlan Zsuzsi... Renée Bisbunatte - Afinogenov: A béke szigete... Lamperti gróf - William Shakespeare: Ahogy tetszik... Amiens; Első úr az udvarnál - Szurov: Szabad a pálya... Alexej Szibirjakov - Tur: Villa a mellékutcában... Kuzovkov - Szigligeti Ede: Liliomfi... Liliomfi - Móricz Zsigmond: Rokonok... Sámson - Kornyejcsuk: Bodzaliget... Pjotr Moroz - Romasov: Égő híd... Matróz - Osztrovszkij: Farkasok és bárányok... Goreckij - Kron: Halott völgy... Gazanfar - Mikszáth Kálmán: A körtvélyesi csíny... Győrffy - William Shakespeare: Rómeó és Júlia... Gergely - Iszajev–Galics: Nem magánügy... Rendőr - Hubay Miklós: Egy magyar nyár... Titkár - William Shakespeare: Tévedések vígjátéka... 1. kereskedő - Shaw: Caesar és Cleopatra... Achillas - Barta Lajos: Szerelem... Udvardy Pista - Victor Hugo: Királyasszony lovagja... De Priego marquis - ifj. Alexandre Dumas: A kaméliás hölgy... Gustav - Németh László: Széchenyi... Zichy Géza - Brecht: Courage mama... Öreg paraszt fia - Gyárfás Miklós: Lomb ezredes mennybemenetele... Kovács Jani - Wilder: Hosszú út... Rádióbemondó - Shaw: Az ördög cimborája... Brunedell lelkész - Szolovjov–Vitkovics: Csendháborító... Hórihorog - Vészi Endre: Varju doktor... Hegymegi - William Shakespeare: Vihar... Adrian - Arthur Miller: Pillantás a hídról... Második tisztviselő - Musset: Lorenzaccio... - Brecht: A kaukázusi krétakör... - William Shakespeare: Hamlet, dán királyfi... Lucianus - Robert Merle: Sisyphus és a Halál... Áresz - Gogol: A revizor... Rendőrkapitány | - Brecht: Svejk a második világháborúban - Čapek: A rabló... Karel - Bertolt Brecht: Simone Machard látomásai... Őrmester - Büchner: Danton halála... - Szolovjev–Vitkovics: Naszreddin kalandjai... Hori-horog - Füst Milán: Negyedik Henrik király... Bátor Lajos - Kinizsi–Kárpáthy: Az óbudai barlang... Márton - Szerb Antal: Ex... Ribeira - Hegedüs Géza: Mátyás király Debrecenben... II. mester - Müller Péter: Szemenszedett igazság... Weber - Gáspár Margit: Ha elmondod, letagadom... Péchy - Molnár Ferenc: Előjáték Lear királyhoz... Ügyelő - Füst Milán: Catullus... Rufus - William Shakespeare: III. Richárd... Második polgár - Lengyel Menyhért: A waterlooi csata... Vendég - Szomory Dezső: Hermelin... A sofőr - Németh László: Bodnárné... Munkás - Vészi Endre: A hosszú előszoba... Egyik albérlő - Molnár Ferenc: A hattyú... Gróf Lützen - Szomory Dezső: II. Lajos király - Bertolt Brecht: Kurázsi mama... Idős katona - William Shakespeare: Othello... Egy tiszt - Shaw: Brassbound kapitány megtérése... Matróz - Molnár Ferenc: Egy, kettő, három... Ciring - Karinthy Ferenc: Hetvenes évek... Sofőr - Sütő András: Csillag a máglyán... Első poroszló - Illés Endre: Spanyol Izabella... Kapitány - Gogol: Holt lelkek... Rendőrtiszt - Shaw: Pygmalion... Sofőr - William Shakespeare: Sok hűhó semmiért... Egy úr - Madách Imre: Az ember tragédiája... Egy árus - Szabó Magda: A csata... A solymász - Mikszáth Kálmán: A Noszty fiú esete Tóth Marival - Koltai János: Albert Schweitzer... Pap - Makszim Gorkij: Kispolgárok... Egy férfi - Száraz György: Hajnali szép csillag - Rostand: Cyrano de Bergerac - Knott: Várj, míg sötét lesz... 2. rendőr - Albert Camus: Caligula... Metellus - Szomory Dezső: Takáts Alice... Pongrác |

## Filmjei

### Játékfilmek
- Garszonlakás kiadó (1940)
- Európa nem válaszol (1941)
- A szűz és a gödölye (1941)
- Szép csillag (1942)
- Házasság (1942)
- Magdolna (1942)
- Micsoda éjszaka! (1958)
- Razzia (1958)
- A pénzcsináló (1964)
- Segesvár (1974)
- Requiem (1982)

### Tévéfilmek
- Az élő Antigoné (1968)
- Kántor (1975)
- Bodnárné (1978)
- Szent Kristóf kápolnája (1983)
- T.I.R. (1984)
- Freytág testvérek 1-5. (1989)